# Froßbach
Froßbach ist eine Wüstung auf Gemarkung von Ilsfeld im Landkreis Heilbronn im nördlichen Baden-Württemberg.

## Geografie
Froßbach liegt im Norden der Markung von Ilsfeld, die Markung Froßbachs erstreckte sich im Winkel zwischen den Verbindungswegen von Ilsfeld nach Schozach und Wüstenhausen.

## Geschichte
Um Ilsfeld befinden sich insgesamt zehn totale Ortswüstungen, die vermutlich zur Zeit der Alamannen besiedelt wurden. Aus einzelnen Gehöften haben sich dort dorfähnliche Siedlungen entwickelt. Die zugehörige Markung umfasste üblicherweise drei Zelgen mit insgesamt durchschnittlich 800 Morgen Land, die ausreichend zur Ernährung von rund 100 bis 200 Menschen waren. Diese Siedlungen wurden zumeist bis zum 14. Jahrhundert wieder aufgegeben, fünf von ihnen sind in Ilsfeld aufgegangen, wo sich ein Herrenhof befand. 
Froßbach wurde einmalig 1486 in Urkunden erwähnt und war zu diesem Zeitpunkt als Ort wohl schon aufgegeben. Namensgebend könnte ein die Markung von Norden nach Süden durchschneidender Zulauf der Schozach gewesen sein. Die Markung Froßbachs ging nach Auflösung des Ortes in der Markung von Ilsfeld auf.